# Каменевський сільський округ
Ка́меневський сільський округ (каз. Каменев ауылдық округі, рос. Каменевский сельский округ) — адміністративна одиниця у складі Шемонаїхинського району Східноказахстанської області Казахстану. Адміністративний центр — село Розсипне.
Населення — 1905 осіб (2021; 2495 у 2009, 3096 у 1999, 3621 у 1989).
Станом на 1989 рік існували Каменевська сільська рада (села Волчовка, Гостра Сопка, Коневка, Новоселово, Розсипне) та Руліхинська сільська рада (села Михайловка, Руліха, Шапорево, селища Роз'їзд 140, Роз'їзд 144, Руліха, Шишка). 1998 року до складу округу була включена територія ліквідованого Руліхинського сільського округу (села Михайловка, Руліха, Шапорево, Роз'їзд 144, Руліха, Шишка).

## Склад
До складу округу входять такі населені пункти:
| Населений пункт               | Старі назви  | Населення, осіб (1989) | Населення, осіб (1999) | Населення, осіб (2009) | Населення, осіб (2021) |
| ----------------------------- | ------------ | ---------------------- | ---------------------- | ---------------------- | ---------------------- |
| Волчевка, село                | Волчовка     | 190                    | 60                     | -                      | -                      |
| Гостра Сопка, село            | -            | 172                    | 39                     | -                      | -                      |
| Коневка, село                 | -            | 351                    | 331                    | 332                    | 242                    |
| Михайловка, село              | -            | 107                    | 126                    | 99                     | 83                     |
| Новоселово, село              | -            | 154                    | 68                     | -                      | -                      |
| Роз'їзд 140, станційне селище | -            | 7                      | -                      | -                      | -                      |
| Роз'їзд 144, станційне селище | -            | 20                     | 8                      | -                      | -                      |
| Розсипне, село                | Михайловский | 1288                   | 1018                   | 867                    | 648                    |
| Руліха, село                  | -            | 1202                   | 1312                   | 1083                   | 882                    |
| Руліха, станційне селище      | -            | 97                     | 110                    | 114                    | 50                     |
| Шапорево, село                | -            | 17                     | 24                     | -                      | -                      |
| Шишка, станційне селище       | -            | 16                     | -                      | -                      | -                      |